# Sasbout Vosmeer

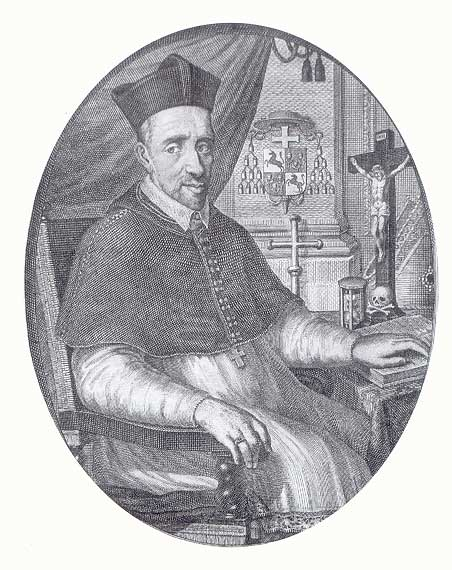
Sasbout Vosmeer

Sasbout Vosmeer (auch Sasbold oder Sasboldus; Eigenschreibweise Sasbout Michielsen; * 13. März 1548 in Delft; † 3. Mai 1614 in Köln) war ein römisch-katholischer Erzbischof.

## Leben
Vosmeer war Sohn einer Bürgermeistertochter aus der Familie Sasbout. Er besuchte wahrscheinlich die Schule von Naaldwijk. Um 1564 ging er an die Universität Löwen. Dort erhielt er einen Magistergrad in Philosophie. Anschließend nahm er ein Studium der Theologie am Jesuitenkolleg von Löwen auf, unter anderem unter Robert Bellarmin. Mit ihm blieb er weiter in Kontakt, wechselte aber zu Michael Bajus an die Universität. Am 22. März 1572 erhielt er im Utrechter Dom von Erzbischof Friedrich V. Schenck von Toutenburg die Priesterweihe und 1574 in Löwen das Lizenziat in Theologie. Er setzte jedoch zunächst sein Studium fort, floh allerdings 1579 vor dem Kriegstreiben nach Köln.
Vosmeer wurde 1582 durch Jan van Bruhesen in Köln das Amt des Generalvikars des Erzbistums Utrecht angeboten. Er lehnte ab und ging nach Rom. Am 2. Februar 1583 kehrte er zurück und am 21. Mai 1583 nahm er das Amt des Generalvikars an. Aufgrund des Konflikts in den Niederlanden und den unterschiedlichen Vorstellungen von Krone und Kirche blieben die niederländischen Bistümer zunächst unbesetzt. Die Zuständigkeiten wechselten zwischen den hochstehenden Geistlichen in der Region. Am 14. August 1591 wurde Vosmeer Dekan von St. Maria ten Hove in Den Haag. Weiter war er um die Belange der Katholischen Kirche bemüht.
Vosmeer reiste am 12. März 1602 wieder nach Rom ab, wo er am 17. April eintraf, um über die Zustände zu berichten. Am 9. September 1602 wurde er dort von Papst Clemens VIII. zum Titularerzbischof von Philippi sowie zum Apostolischen Vikar der niederländischen Mission ernannt, da eine Ernennung zum Erzbischof von Utrecht aus politischen Gründen unmöglich geworden war. Am 22. September 1602 erfolgte die Bischofsweihe. Er verließ Rom am 1. April 1603 und kam am 2. Mai 1603 in Köln an. Dort ordnete er zunächst das sich im Exil befindliche Kapitel neu. Er befand sich in der Folgezeit im ständigen Konflikt mit den Jesuiten. Als Lingen 1605 rekatholisiert wurde, verlegte Vosmeer seinen Bischofssitz dorthin. 1606 war die Umsiedlung abgeschlossen. Im selben Jahr brach in Lingen die Pest aus und Vosmeer soll in dieser Zeit von Haus zu Haus gegangen sein und die Kranken besucht haben.
Vosmeer war im Mai 1608 aufgrund der veränderten politischen Lage gezwungen, seinen Bischofssitz zurück nach Köln zu verlegen. Er unternahm von Köln aus mehrere Reisen in dem von ihm verwalteten niederländischen Gebiet. 1613 gründete er ein Priesterseminar in Köln für die Ausbildung von Priestern für das Erzbistum Köln sowie ein weiteres Seminar in Löwen zur Ausbildung von Priestern für das Bistum Haarlem.
Er wurde in der Franziskanerkirche in Köln beigesetzt.